# Apteczka indywidualna
Apteczka indywidualna (ros. Аптечка индивидуальная, liczba oznacza rodzaj zestawu, trb. Aptieczka indiwidualnaja) – radziecki i rosyjski zestaw środków leczniczych przeznaczony do udzielania pomocy i samopomocy na polu walki. Wprowadzona została na stan Armii Radzieckiej w 1978 roku. Używana w wypadku zranienia, ekspozycji na działanie gazów bojowych lub na promieniowanie radioaktywne. Polskim jej odpowiednikiem był najpierw indywidualny pakiet radioochronny (IPR), a później pakiet indywidualny zestaw autostrzykawek (IZAS-05). Apteczka zawiera leki przeciwpromienne, przeciwbólowe i antybakteryjne. Skład apteczek serii AI ulegał częstym modyfikacjom i powstało kilka jej odmian.
Składniki apteczki indywidualnej (ampułkostrzykawki i pojemniki) umieszczono w pudełku z tworzywa sztucznego koloru pomarańczowego o wymiarach 90 × 100 × 20 mm, w oddzielnych przegrodach zwanych gniazdami. Gniazda te są ściśle określone i rzadko zmieniane. Masa pełnej apteczki to około 130 g.

## Wersja AI-1
Zawartość:
1. Gniazdo nr 1. ampułkostrzykawka (z czerwoną nakładką) zawierającą afin lub budaksim – antidotum przeciwko bojowym środkom paralityczno-drgawkowym (VX, sarin, soman) lub substancjom fosforoorganicznym.
2. Gniazdo nr 2. rezerwowe (puste), w niektórych apteczkach jest w nim umieszczona druga ampułkostrzykawka taka jak w gnieździe nr 1.
3. Gniazdo nr 3. ampułkostrzykawka (z białą nakładką) zawierającą silny, opioidowy środek przeciwbólowy [1 ml 2% roztworu omnoponu (będącego mieszaniną 253 części chlorowodorku morfiny, 23 części chlorowodorku papaweryny i 20 części chlorowodorku kodeiny) lub 1 ml 2% roztworu promedolu]. Zwykle, w czasie pokoju, gniazdo to jest puste, uzupełniane jest tylko na polecenie przełożonych i pod ich ścisłą kontrolą.
4. Gniazdo nr 4. zawiera dwa pojemniki koloru malinowego, z których każdy zawiera 6 tabletek cysteaminy po 0,2 g sztuka. Cysteamina jest środkiem przeciwpromiennym. Stosowana, by zapobiec zatruciu izotopami radioaktywnymi. Należy ją zażyć przed wejściem na obszar skażony, lub po przyjęciu dawki promieniowania powyżej 100 radów. Jedna dawka 6 tabletek zabezpiecza przez 4-6 h.
5. Gniazdo nr 5. zawiera dwa pojemniki koloru białego, z których każdy zawiera 8 tabletek antybiotyku – tetracykliny o szerokim spektrum działania. Pierwotnie była to tetracyklina, a po roku 1987 wibramicyna.
6. Gniazdo nr 6. rezerwowe (puste).
7. Gniazdo nr 7. zawiera okrągły żeberkowy pojemnik niebieskiego koloru zawierający etaperazin (perfenazyna) – środek przeciwwymiotny i przeciwpsychotyczny w liczbie 6 tabletek po 0,006 g.

## Wersja AI-2
Zawartość:

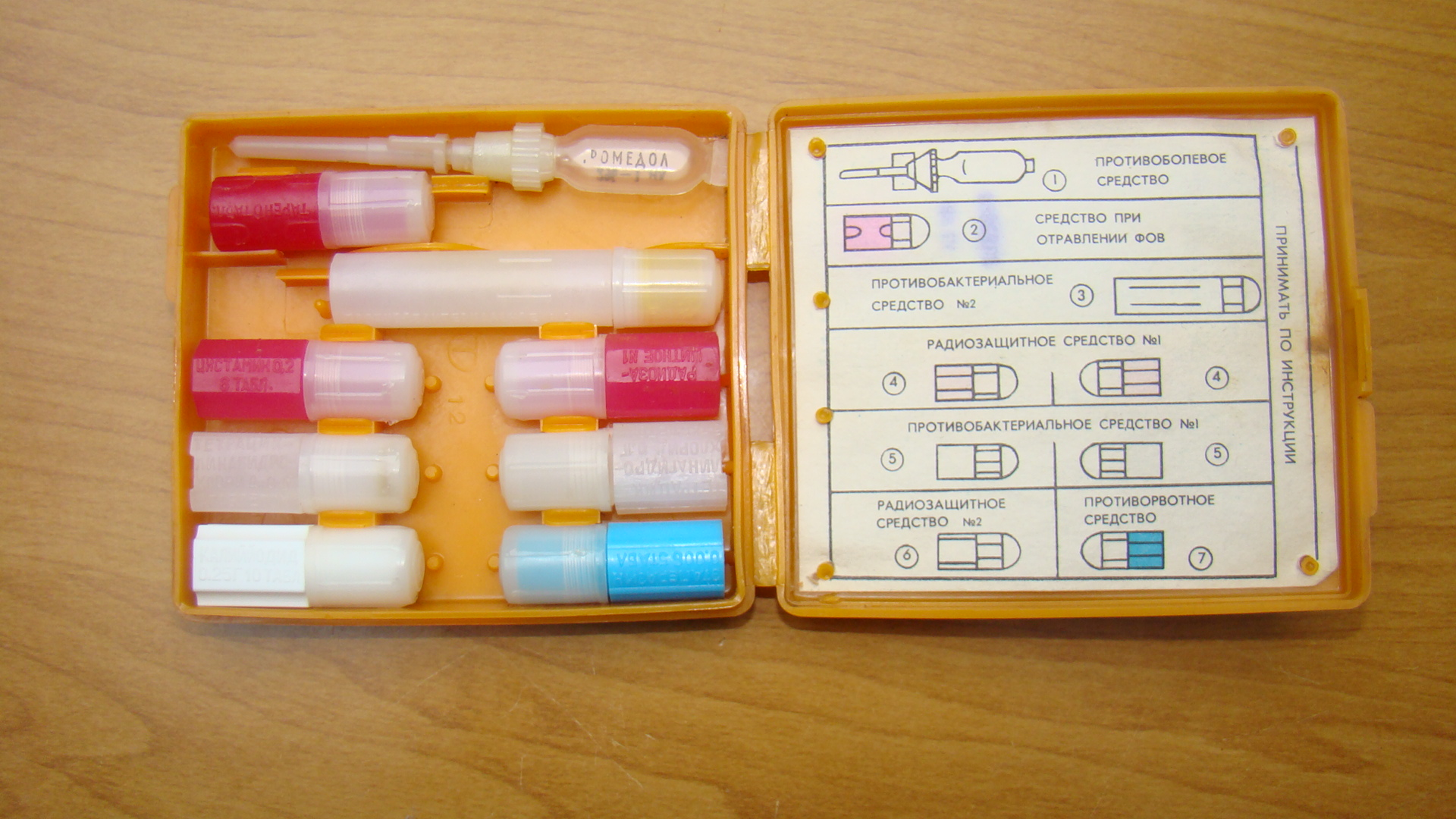
Wnętrze apteczki indywidualnej AI-2

1. Gniazdo nr 1. ampułkostrzykawka (z białą nakładką) zawierającą silny, opioidowy środek przeciwbólowy [1 ml 2% roztworu omnoponu (będącego mieszaniną 253 części chlorowodorku morfiny, 23 części chlorowodorku papaweryny i 20 części chlorowodorku kodeiny) lub 1 ml 2% roztworu promedolu]. Zwykle, w czasie pokoju, gniazdo to jest puste, uzupełniane jest tylko na polecenie przełożonych i pod ich ścisłą kontrolą.
2. Gniazdo nr 2. zawiera pojemnik koloru czerwonego zawierający 6 tabletek po 0,3 g antidotum P-6 (Taren) lub 2 tabletki po 0,2 g nowszego antidotum P-10M. Są to leki stosowane przeciw zatruciom bojowymi środkami paralityczno-drgawkowymi (VX, sarin, soman) lub substancjom fosforoorganicznym.
3. Gniazdo nr 3. zawiera duży (długi), okrągły pojemnik koloru białego zawierający sulfadimetoksynę w liczbie 15 tabletek po 0,2 g. Jest to długo działający sulfonamid, środek przeciwbakteryjny stosowany po napromieniowaniu.
4. Gniazdo nr 4. zawiera dwa pojemniki koloru malinowego, z których każdy zawiera 6 tabletek cysteaminy po 0,2 g sztuka. Cysteamina jest środkiem przeciwpromiennym. Stosowana, by zapobiec zatruciu izotopami radioaktywnymi. Należy ją zażyć przed wejściem na obszar skażony, lub po przyjęciu dawki promieniowania powyżej 100 radów. Jedna dawka 6 tabletek zabezpiecza przez 4-6 h.
5. Gniazdo nr 5. zawiera dwa pojemniki koloru białego, z których każdy zawiera 8 tabletek antybiotyku – tetracykliny o szerokim spektrum działania. Pierwotnie była to chlorotetracyklina, a po roku 1987 wibramicyna.
6. Gniazdo nr 6. zawiera okrągły pojemnik koloru białego zawierający 10 tabletek po 0,125 g jodku potasu – mającego zabezpieczyć tarczycę przed wchłanianiem radioaktywnych izotopów – głównie 131I
7. Gniazdo nr 7. zawiera okrągły żeberkowy pojemnik niebieskiego koloru zawierający etaperazin (perfenazyna) – środek przeciwwymiotny i przeciwpsychotyczny w liczbie 6 tabletek po 0,006 g.

## Wersja AI-4
Zawartość:

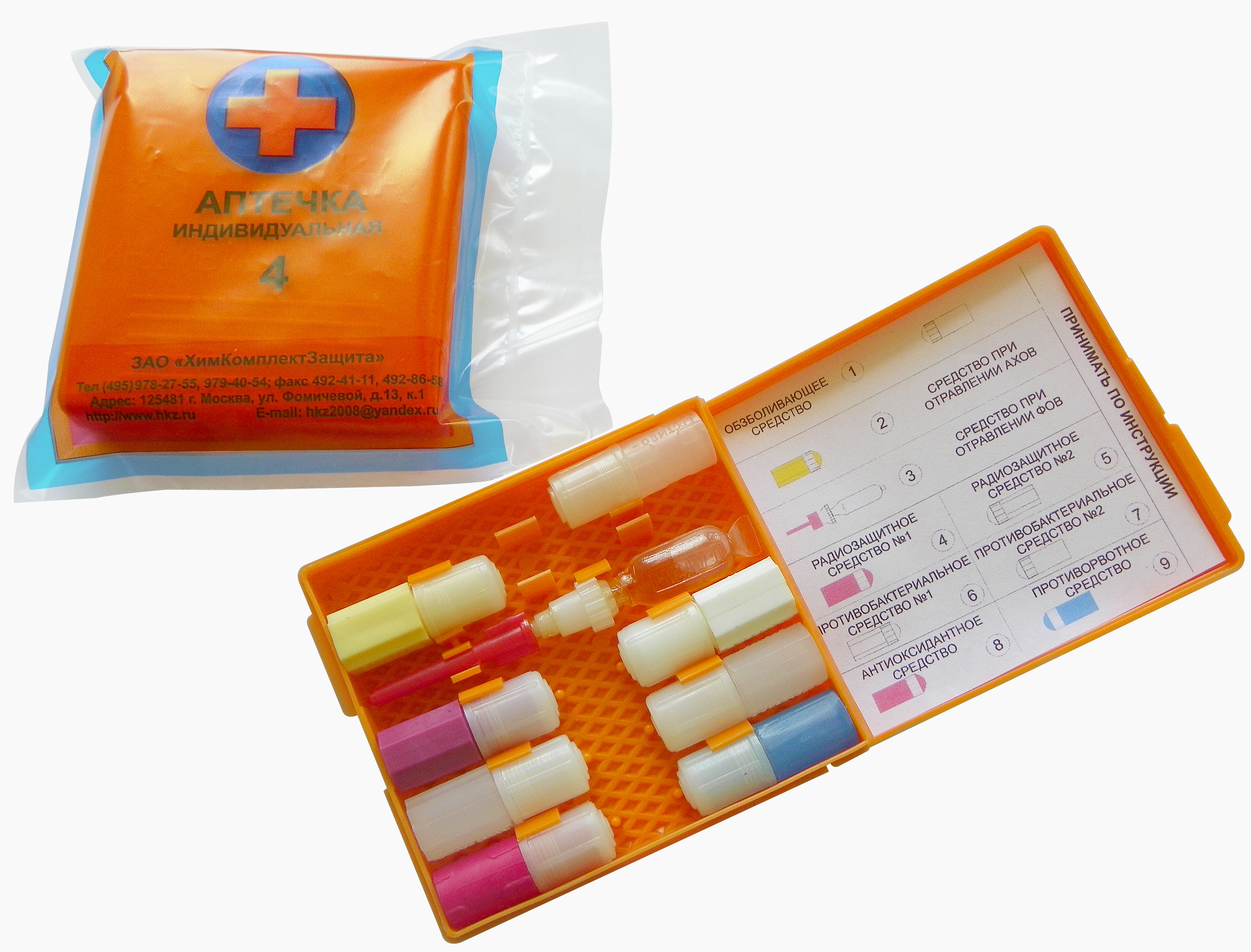
Wnętrze apteczki indywidualnej AI-4

1. Gniazdo nr 1. zawiera bezbarwny pojemnik zawierającą silny środek przeciwbólowy, stosowany po silnych urazach jak złamania, rozległe rany i oparzenia.
2. Gniazdo nr 2. zawiera pojemnik koloru żółtego zawierający 6 tabletek po 0,125 g acizolu, który jest antidotum na zatrucie tlenkiem węgla CO i innymi produktami spalania.
3. Gniazdo nr 3. ampułkostrzykawka (z czerwoną nakładką) zawierającą afin lub budaksim – antidotum przeciwko bojowym środkom paralityczno-drgawkowym (VX, sarin, soman) lub substancjom fosforoorganicznym.
4. Gniazdo nr 4. zawiera pojemnik koloru malinowego, zawierający 6 tabletek cysteaminy po 0,2 g sztuka. Cysteamina jest środkiem przeciwpromiennym. Stosowana, by zapobiec zatruciu izotopami radioaktywnymi. Należy ją zażyć przed wejściem na obszar skażony, lub po przyjęciu dawki promieniowania powyżej 100 radów. Jedna dawka 6 tabletek zabezpiecza przez 4-6 h.
5. Gniazdo nr 5. zawiera pojemnik koloru białego zawierający 10 tabletek po 0,125 g jodku potasu – mającego zabezpieczyć tarczycę przed wchłanianiem radioaktywnych izotopów – głównie 131I
6. Gniazdo nr 6. zawiera pojemnik koloru białego, zawierający 8 tabletek antybiotyku – tetracykliny o szerokim spektrum działania, którym jest wibramicyna.
7. Gniazdo nr 7. zawiera okrągły pojemnik koloru białego zawierający sulfadimetoksynę w liczbie 7 tabletek po 0,2 g. Jest to długo działający sulfonamid, środek przeciwbakteryjny stosowany po napromieniowaniu.
8. Gniazdo nr 8. zawiera pojemnik koloru czerwonego, zawierający 6 tabletek meksidolu po 0,125 g sztuka. Jest to silny antyoksydant, stosowany jako lek podnoszący potencjał oksydacyjny komórki.
9. Gniazdo nr 9. zawiera okrągły żeberkowy pojemnik niebieskiego koloru zawierający etaperazin (perfenazyna) – środek przeciwwymiotny i przeciwpsychotyczny w liczbie 6 tabletek po 0,006 g.